# زوهو أوفيس
زوهو أوفيس (بالإنجليزية: Zoho Office)‏ هو حزمة مكتبية يتم تشغيلها واستخدامها على الإنترنت فقط ويحتوي كغيره من الحزم المكتبية التقليدية على معالج نصوص، برنامج قوائم محاسبية وبرنامج عروض تقديمية.

## زوهو رايتر
زوهو رايتر هو معالج النصوص في حزمة زوهو المكتبية، وهو يسمح باشتراك عدة مستخدمين في تحرير ملف نصي واحد.

## زوهو شييت
زوهو شييت هو تطبيق الجداول الممتدة في حزمة زوهو المكتبية، وهو مثل زوهو رايتر يسمح أيضا باشتراك أكثر من مستخدم في العمل على ملف واحد.

## زوهو شو
زوهو شو هو برنامج العروض التقديمية في حزمة زوهو المكتبية.

## وصلات خارجية
- موقع النسخة التجريبية لزوهو أوفيس.
- نقد لزوهو أوفيس.
- مقابلة مع مؤسس زوهو أوفيس.